# Barbarella (foguete)
Barbarella foi a designação do primeiro foguete híbrido alemão. Ele foi desenvolvido sob a gestão do R. Schmucker e W. Schauer no início da década de 1970, através de estudantes de Munique, da universidade técnica e lançado em 12 de Março de 1974, do tipo jack-up na plataforma de perfuração "Barbara" no Mar Báltico. A Barbarella teve um impulso de 370 N e usou como combustível uma mistura de aminofenol e ácido nítrico. A Barbarella pode ser hoje visto no Deutsches Museum, em Munique.
O foguete foi chamado de "Barbarella" por causa do nome do filme Barbarella (filme) para diferenciar o foguete de outros nomes mais grandioso de foguetes.